# Coluzea
Coluzea là một chi ốc biển, là động vật thân mềm chân bụng sống ở biển thuộc họ Turbinellidae.

## Các loài
Các loài thuộc chi Coluzea bao gồm:
- Coluzea aapta Harasewych, 1986[2]
- Coluzea altocanalis Dell, 1956[3]
- Coluzea angularis (Barnard, 1959)[4]
- Coluzea berthae (Monsecour & Kreipl, 2003)[5]
- Coluzea bimurata Darragh, 1987[6]
- Coluzea canaliculatum (Martens, 1901)[7]
- Coluzea cingulata (Martens, 1901)[8]
- Coluzea distephanotis (Melvill, 1891)[9]
- Coluzea eastwoodae (Kilburn, 1971)[10]
- Coluzea faceta Harasewych, 1991[11]
- Coluzea gomphos Harasewych, 1986[12]
- Coluzea groschi Harasewych & Fraussen, 2001[13]
- Coluzea icarus Harasewych, 1986[14]
- Coluzea juliae Harasewych, 1989[15]
- Coluzea kallistropha Harasewych, 2004[16]
- Coluzea liriope Harasewych, 1986[17]
- Coluzea madagascarensis Harasewych, 2004[18]
- Coluzea mariae Powell, 1952[19]
- Coluzea naxa Harasewych, 2004[20]
- Coluzea radialis (Watson, 1882)[21]
- Coluzea rosadoi Bozzetti, 2006[22]
- Coluzea rotunda (Barnard, 1959)[23]
- Coluzea spiralis (A. Adams, 1856)[24]
- Coluzea wormaldi Powell, 1971[25]

Các loài được đưa vào đồng nghĩa
- Coluzea espinosa Finlay, 1930: đồng nghĩa của Coluzea spiralis (A. Adams, 1856)
- Coluzea pinicola Darragh, 1987: đồng nghĩa của Fustifusus pinicola (Darragh, 1987)